# Měďovka Mielichhoferova
Měďovka Mielichhoferova (Mielichhoferia mielichhoferiana) je mech z čeledi prutníkovité, který roste pouze na jednom místě v České republice – ve Vlčích jamách poblíž Horní Blatné, kde byla objevena v roce 1997. Poprvé ji popsal Leopold Loeske v roce 1910. Podle Červeného seznamu IUCN jde i ve Finsku o kriticky ohrožený druh.

## Popis
Měďovka Mielichhoferova je 0,5–3 cm vysoká. Má k lodyze přitisklé, úzce kopinaté listy, které neměří více než 1 mm. Žebro listu je silné, zpravidla těsně pod špičkou končící, na průřezu se dvěma řadami vůdčích buněk. Může mít různé odstíny namodralé až žlutozelené barvy.

## Podobné rostliny
Mech se může snadno zaměnit za podobný druh Mielichhoferia elongata. Ten má ale širší listy a na průřezu žebrem je pouze jedna vrstva vůdčích buněk. Uvedené mechy se spolu prokazatelně kříží, což může ztížit přesnou identifikaci.